# 육군사관학교 군마대
육군사관학교 군마대(陸軍士官學校 軍馬隊, Korean Military Academy Gunma Regiment)는 육군사관학교에 위치한 전군 유일의 말 운용 부대이다.
사관생도의 체력 및 직위 향상 과 기사도 정신 및 상무 정신 함양, 용맹 심, 단결력,통솔력의 배양 등을 목적으로 마장을 건립하였으며 사관생도는 물론 장병들에게 고급스러운 스포츠 활동의 기회를 부여하고 있다.

## 역사

### 국군 기병부대의 역사
1949년 4월 일제강점기 당시 들여온 일본 개량마필 305두로 소령 이용문을 초대 단장으로 수도사단 기갑연대 산하에 기병대대가 창설 되었다.  하지만 1950년 7월 창설된지 1년만에 한국전쟁의 여파로 말들이 죽거나 다쳐 해체되었다. 1972년 대한민국 재래마필 20두로 1군 사령부 예하에  중대급의 타마부대가 창설되었다. 타마 부대는 신속하고 은밀한 운용이 가능한 기마의 특성을 활용하여 산악지대에서의 대간첩 작전에 투입되어 활약하였으며 이후 전방 부대 보급품 수송 임무를 맡았다. 국군의 기계화에 따라 1982년 해체되었다.

### 육군사관학교 군마대의 역사
군마대는 1966년 故 박정희 대통령 하사금을 받아 설립되었다. 1949년 창설된 국군 최초의 기병부대의 정신을 이어받아 최초 승용마필 32두로 現 태릉골프장 관리부 위치에 창설되었다. 최초 기병 부대의 초대 단장이었던 이용문 소령을 기리며 1966년부터 매년 '이용문 장군배 전국 승마대회'를 개최하고 있다. 1969년에는 現 육군사관학교 윤전면허 시험장으로 이전하였고, 1982년 '타마 부대' 가 예속되어 1994년 7월 현 위치로 이전하였다.

### 1966년
- 故 박정희 대통령 지시로 군마대 창설

- 군마대 증창식 및 제 1회 이용문 장군배 전국승마대회 개최
- 호주에서 항공편으로 20두 도입(대통령 하사금)

### 1969년
- 現 육군사관학교 운전면허 시험장으로 이전

### 1983년
- 전두환 대통령 승마에 대비한 군마대 전면 개수 공사

### 1985년
- 국가대표 승마선수 휴게실 개관 및 개관식

### 1994년
- 현 위치로 이전

## 역할

### 승마 교육 지원
군마대는 생도, 간부의 승마교육 지원과 협정대학 수업을 진행하고 있다. 생도들은 문화체육활동회 부서 중 하나인 승마부 활동을 통해 교육을 지원받고 있다. 간부는 전반기 후반기 하계 간부 문화체육활동을 통해 교육을 지원받고 있다.

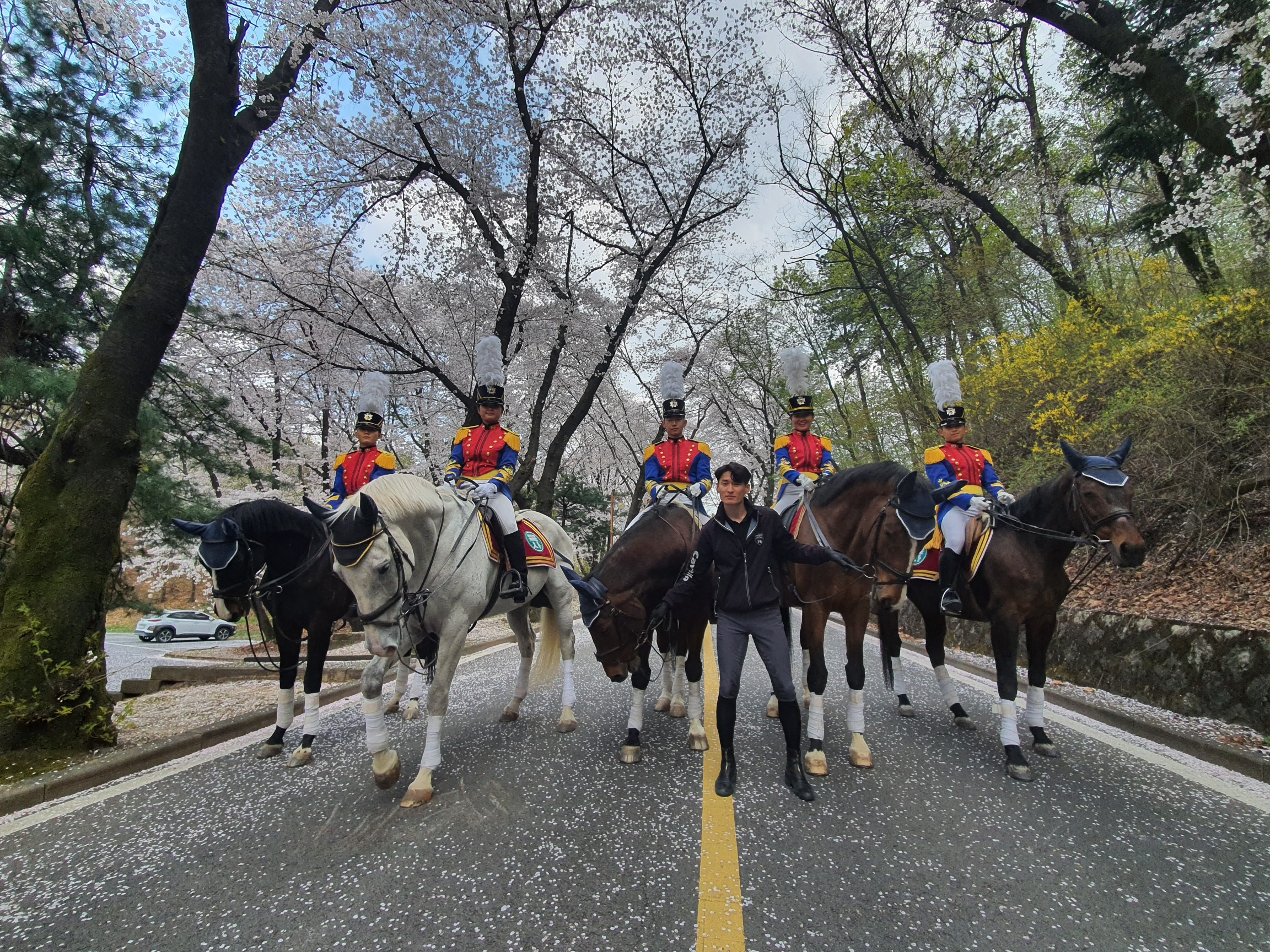
육군사관학교 승마부

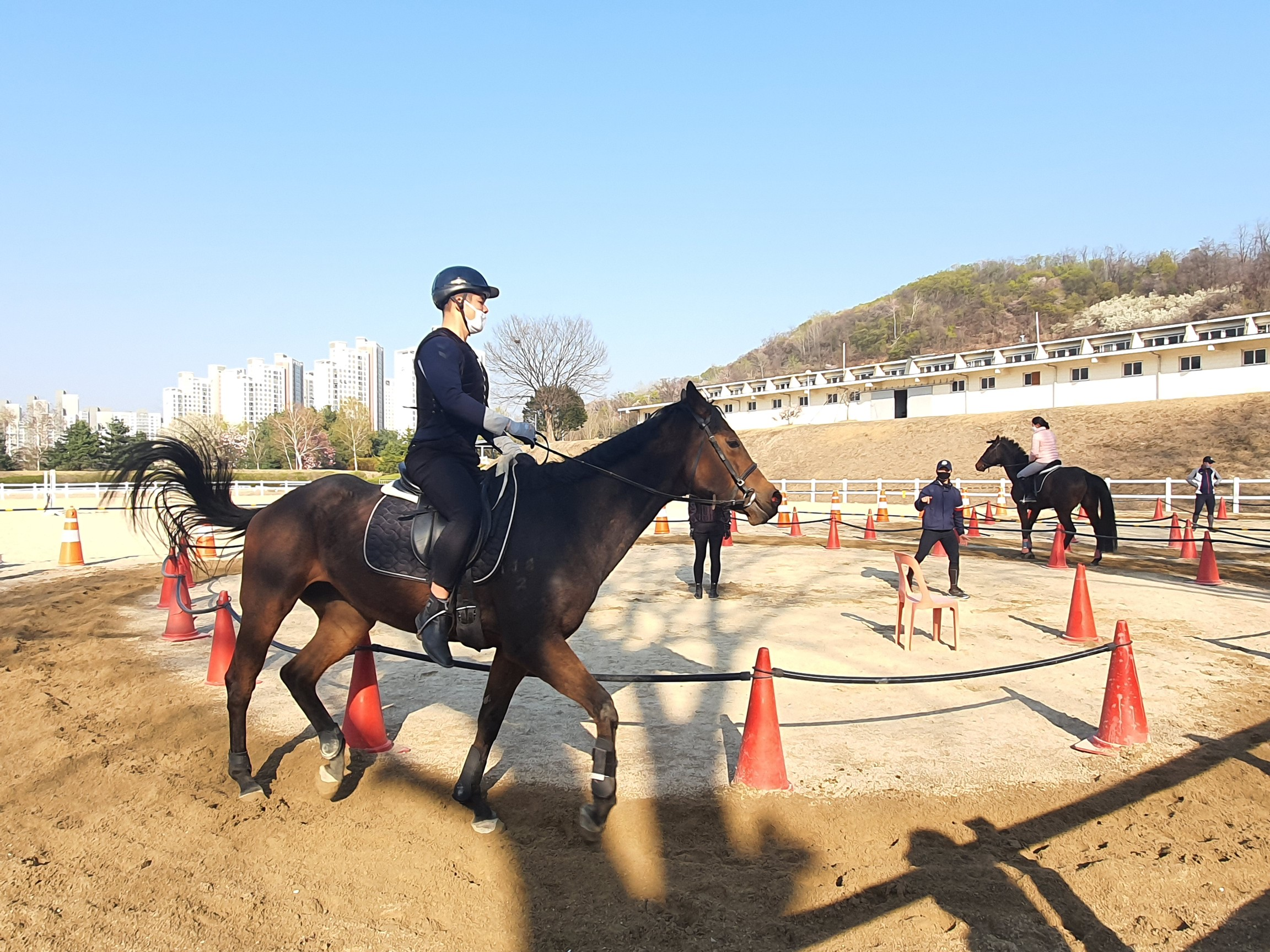
육군사관학교 승마부 활동 사진

### 행사 지원
화랑제, 졸업/임관/입학식, 생도의 날 승마퍼레이드를 지원한다. 특히 화랑의식은 생도 분열 대형 말단에 군마들이 대형을 이루어 퍼레이드를 진행한다.  생도의 날, 화랑제는 군마체험 부스를 열어 진행하게 된다. 부스를 통해 조랑마필을 만져보고 산책시키는 체험을 할 수 있으며 탑승도 가능하다. 축제가 진행되는 동안 승마 조교들은 군마를 타고 학교를 거닐며 볼거리를 제공하다.
대외적으로는 '하이 서울 페스티벌', 미군부대 창설 마필 지원, 삼육/고려대 승마지원, 청와대 경호원/울릉도 어린이/외국생도/ 안보토론 대학생/ 화랑창소년 승마지원, 여러 방송매체 촬영 지원 등 각종 행사를 지원하며 학교의 위상을 높이고 국군의 대민친화 활동에 기여하고 있다. 가장 큰 행사로는 간부들과 조교들이 직접나가게 되는 지상군 페스티벌이 있다. 육군사관학교의 전통성과 강인한 이미지 형성에 크게 이바지 하고 있다.
육군사관학교에서 매주 진행되는 화랑의식 군마 퍼레이드는 육군사관학교 공식 홈페이지를 통해 관람 예약이 가능하며. 금요일 오후 2시에서 4시 관광을 예약하여야 관람이 가능하다.(육군사관학교 관광예약페이지 보관됨 2020-10-18 - 웨이백 머신)
- 1973년 4월 육사 29기 졸업식행사 승마참가
- 1981년 3월 2일 육사 41기 입교식행사 승마참가
- 1981년 4월 3일 육사 37기 졸업식행사 승마참가
- 1981년 9월 임관 30주년 행사 참가
- 2005년 3월 9일 육사 61기졸업식 퍼레이드
- 2005년 11월 3일 화랑 축제 영내 퍼레이드
- 2003년 3월 9일 육사 62기 졸업식 퍼레이드
- 2007년 3월 12일 육사 63기 졸업식 퍼레이드
- 2008년 2월 26일 육사 69기 입학식 퍼레이드
- 2018년 3월 6일 육사 74기 생도 졸업 및 임관식 간 대통령 승마에스코트

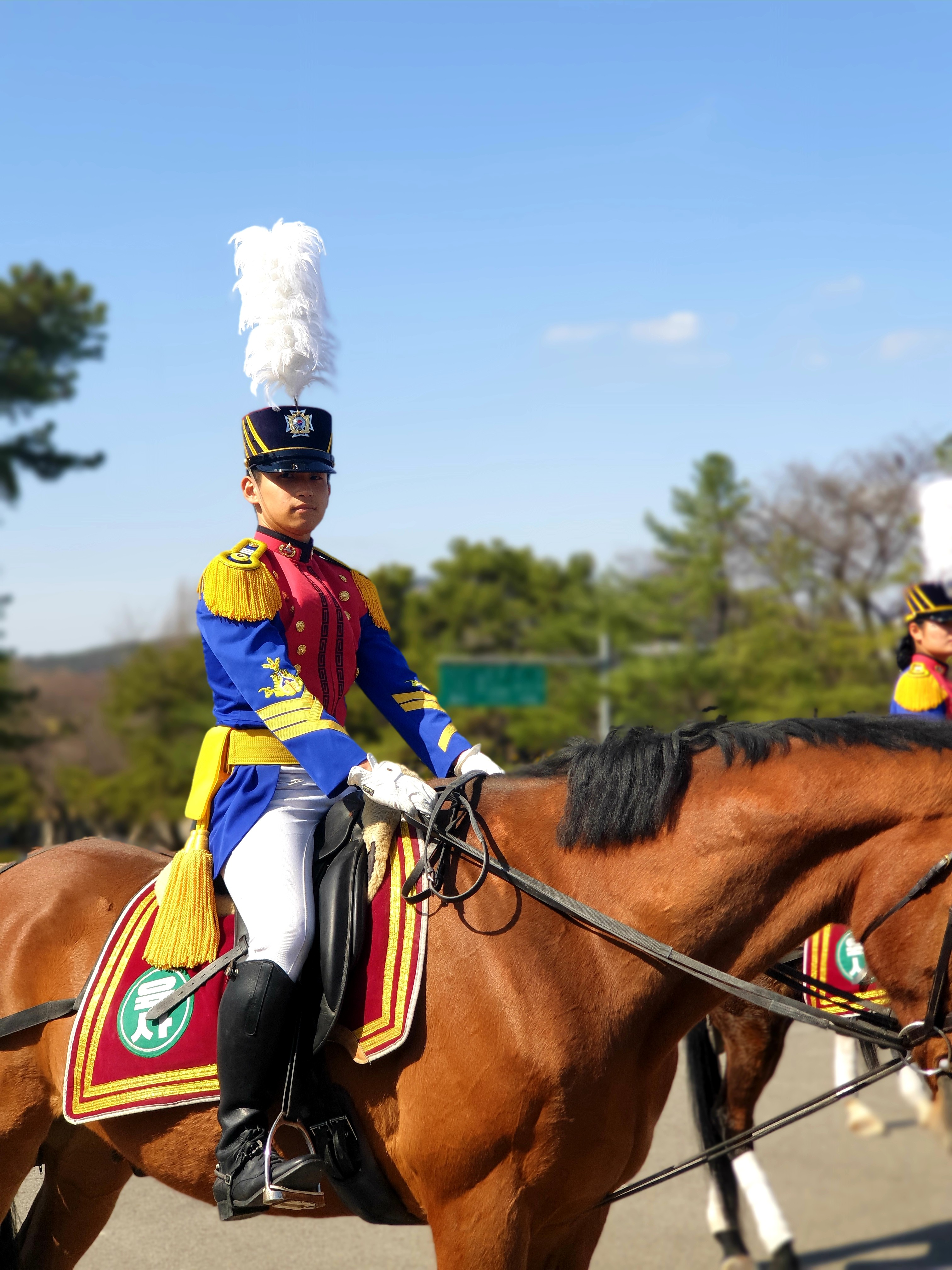
군마 퍼레이드를 위해 준비중인 육군사관학교 생도

#### 지상군 페스티벌보관됨2020-03-26 -웨이백 머신
대한민국 육군이 국민을 대상으로 육군의 역할과 중요성을 알리고, 함께 소통하기 위해 2002년부터 매년 개최하는 최대 규모의 축제이다. 2019년에 열린 제 17회 지상군 페스티벌의 주제는 '강한 육군, 자랑스러운 육군, 함께하는 육군'으로 30여개의 프로그램이 진행되었다. 대표적으로 진행되는 프로그램에는 유격코스체험, 병영생활관 체험, 군복 체험, 전투상황 시연, 군악대· 의장대 퍼레이드 등이 있다. 100만명 정도으 인원을 동시 수용할 수 있는 규모를 자랑하며 입장료는 무료이다.
지상군 페스티벌에서 진행되는 행사와 일정이 궁금하다면 매년 개설되는 인스타그램(참고: 2019년 지상군 페스티벌 인스타그램 계정), 페이스북 계정을 참고하면 좋다. 인스타그램 메시지(Direct Message)를 통해 궁금한 사항에 관련하여 문의가 가능하며 주기적으로 자주 문의되는 질문에 대하여 게시물을 작성하여 정보를 제공하고 있다.

### 승마 대회 개최
육군사관학교 군마장에서는 주기적으로 '이용문 장군배 전국 승마대회'를 개최하고 있다. 이는 지리산 공비 토벌 작전 중 헬기 추락사로 순직한 故 이용문 장군을 기리기 위함과 동시에 '국가생활체육 활성화'라는 국가시책에 호응하고 있다.

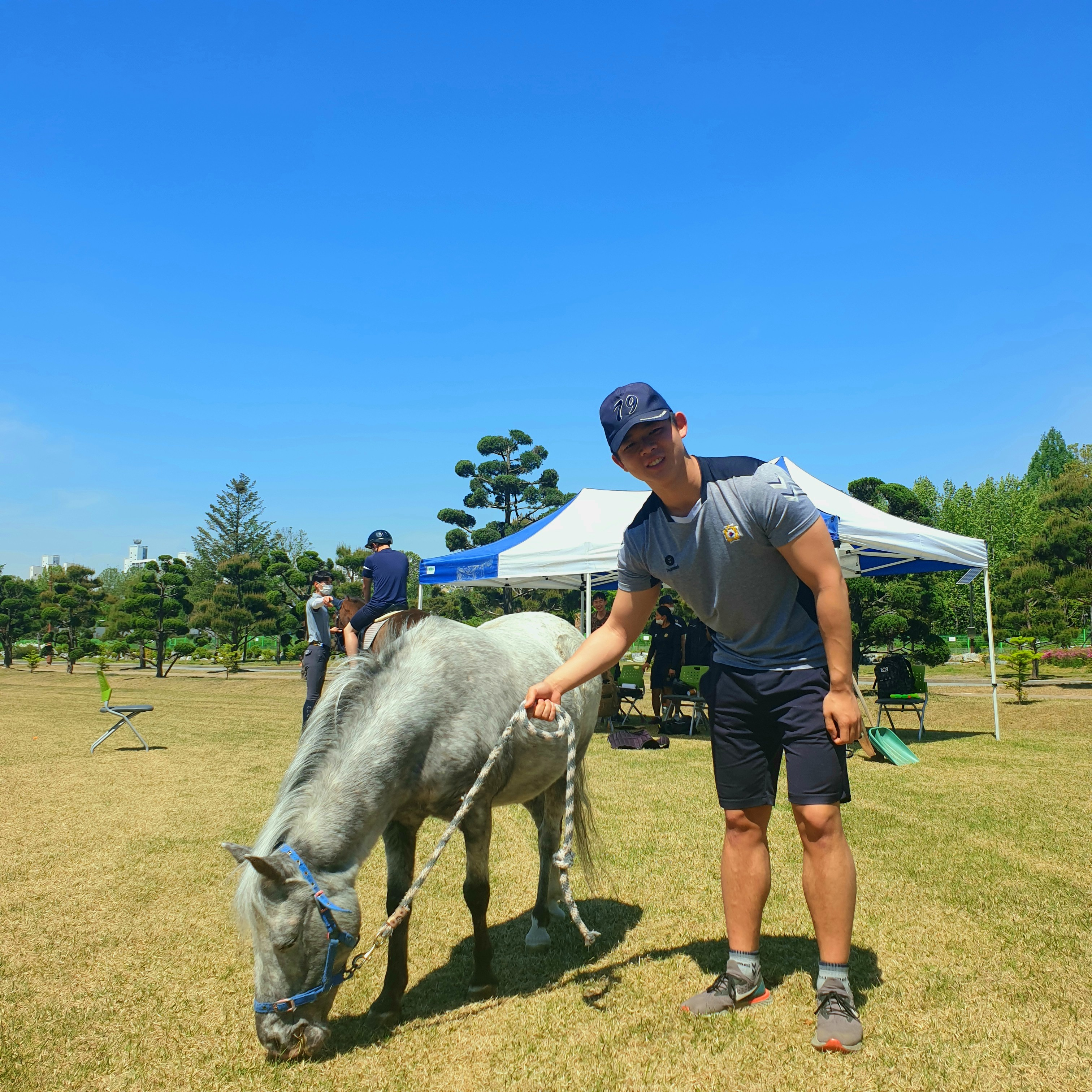
육군사관학교 화랑제 승마 체험 부스

#### 이용문 장군배 전국 승마대회
이용문 장군은 1916년 1월 22일 태생 평안남도 평양 출신으로 육군본부 작전교육국장, 수도사단장, 남부지구 경비사령관 등의 대표관직을 역임한 군인이다. 국군 초대 기갑 연대장으로서 당시 최초의 기마 대대를 창설하였다. 1953년 6월 24일 지리산 공비토벌 작전 중 비행기로 사망하였고 이후 육군 소장으로 추서되었다. 육군사관학교에서는 이용문 장군의 호국 승마 정신을 계승하고 그의 업적을 기리고자 대한 승마협회와 이용문장군선황장학재단과 함께 1966년 11월 5일 제 1회 이용문 전국 승마대회를 시작으로 매년 개최하고 있다. 대회는 총 2일에서 출전 마필의 수에 따라 최대 3일간 진행되며 마장마술경기와 장애물경기로 구성되어있으며 마장 마술 경기에는 특별하게 생도부 경기를 따로 진행하는 경우도 있다.
- 1966년 제 1회 이용문 장군배 전국승마대회~2018 제 51회 이용문 장군배 전국승마대회
- 1979년 박정희 대통령 시해사건으로 대회 미실시

## 시설 및 구조[4]

### 시설
| 구분   | 구분     | 형태            | 수량 | 면적(평) |
| ------ | -------- | --------------- | ---- | -------- |
| 총계   | 총계     |                 | 9    |          |
| 군마대 | 본부건물 | 사각형 콘크리트 | 1    | 154      |
| 군마대 | 마사     | 사각형 콘크리트 | 1    | 232.7    |
| 군마대 | 사열대   | 사각형          | 1    | 29       |
| 군마대 | 간이마사 | 사각형 블럭구조 | 1    | 145.2    |
| 군마대 | 편의시설 | 사각형 콘크리트 | 1    | 101.8    |
| 군마대 | 마장     | 사각형 모래마장 | 1    | 2134     |
| 군마대 | 보조마장 | 사각형 모래마장 | 1    | 484      |
| 군마대 | 원형마장 | 원형 모래마장   | 1    | 94       |
| 군마대 | 사슴사   | 사각형 철망구조 | 1    | 500      |

## 구성

### 인원 구성
현재 육군사관학교 군마대는 군마대장, 병사(행정, 수의, 조교), 군무원으로 구성되어 있다.
| 직책         | 게급 | 병과/직렬      | 비고     |
| ------------ | ---- | -------------- | -------- |
| 군마대장     | 중위 | 수의           |          |
| 사육담당     | 6급  | 농림사육       |          |
| 사육담당     | 7급  | 농림사육       | 마사반장 |
| 사육담당     | 9급  | 병참           | 승마교관 |
| 승마지도담당 | 다군 | 전문군무경력관 | 승마교관 |
| 승마지도담당 | 다군 | 전문군무경력관 | 승마교관 |
| 승마지도담당 | 다군 | 전문군무경력관 | 승마교관 |

#### 군마대장
계약 및 행정 그리고 병력관리를 맡고 있다. 수의병과로서 군마 진료 및 치료를 해주는 역할을 하고 있다.

#### 군마 조교병
군마 조교병은 군마를 조련하거나 승마기량 향상 업무를 수행한다. 입대 전 승마선수로 활동하던 선수들이 조교병으로서 승마를 지도하며 지원을 통해 모집하고 있다. 우수한 자원으로 생도 및 기승자에게 질 높은 지도지원을 하여 생도 교육 효율 증진, 승마 저변 확대에 큰 기여를 하고 있다.  군마 조교병들은 오전에는 마방을 관리 및 청소하며 오후에는 각자 담당하고 있는 마필들을 운동 시키거나 승마 수업을 하고 있다.

### 군마
군마대는 마필 25두로 구성되어 있다.
| 일자         | 마필(인가) | 비고                                  |
| ------------ | ---------- | ------------------------------------- |
| 1966. 11     | 32         |                                       |
| 1987. 08. 01 | 32         |                                       |
| 1990. 12. 31 | 32         |                                       |
| 2001. 12. 31 | 32         |                                       |
| 2004. 04. 01 | 32         |                                       |
| 2005. 10     | 32         |                                       |
| 2006. 01. 01 | 27         | 마필 보유 두수 인가 조정(32두 → 27두) |
| 2006. 12 .31 | 27         |                                       |
| 2008. 04     | 25         | 마필 보유 인가 조정(27두 → 25두)      |
| 2009. 04. 01 | 25         |                                       |
| 2015. 11. 01 | 25         |                                       |